# Barok, Bar
Barok (în ucraineană Барок) este un sat în comuna Supivka din raionul Bar, regiunea Vinnița, Ucraina.

## Demografie
Componența lingvistică a localității Barok
     Ucraineană (100%)
Conform recensământului din 2001, toată populația localității Barok era vorbitoare de ucraineană (100%).